# オラル (オルクヌウト部)
オラル・キュレゲン(モンゴル語: Olar Küregen,? - ？)とは、13世紀初頭にモンゴル帝国に仕えたオルクヌウト部出身の千人隊長の一人。
『元朝秘史』などの漢文史料では斡剌児古咧堅(wòlàérgŭliējiān)、『集史』などのペルシア語史料ではاولار كوركان(Ūlār Kūrūān)と記される。

## 概要
『集史』「コンギラト部族志」によると、オラルはコンギラトから派生したオルクヌウト部族の出身で、チンギス・カンの生母ホエルンの兄弟であったという。ホエルンがイェスゲイに嫁いだのを皮切りに、この一族は代々チンギス・カンの一族と姻戚関係を結ぶようになる。
オラルがどのような経緯でチンギス・カンに仕えるようになったかは不明であるが、1206年にモンゴル帝国が建国されると帝国の幹部層たる千人隊長(ミンガン)に任ぜられた。『元朝秘史』の功臣表では79位に列せられている。

## 子孫
オラルにはタイチュという息子がおり、チンギス・カンの晩年には父の千人隊を継承して右翼17番目の千人隊長に数えられている。タイチュはチンギス・カンの娘アルタルカンを娶り、キュレゲン(駙馬/婿)を称した。
タイチュの後を継いだのは息子のジュジンバイ(ウジュジャガイとも)で、彼もまた第4代皇帝モンケの娘を娶った。ジュジンバイが娶ったのはモンケとオグルトトミシュとの間に生まれたシーリーンという娘であったが、シーリーンは早くに亡くなったためその妹ビチカを新たに娶っている。
タイチュ(塔出)、ジュジンバイ(朮真伯)の婚姻については『元史』巻109表4諸公主表にも記されているが、そこでは結婚相手(公主)の名前が塗りつぶされて不明となっている。諸公主表は続けて「ジュジンバイの子ベクレ(別合剌)」、「ベクレの子タバク(塔八)」もチンギス・カン家の女性(公主)を娶ったことが知るされており、姻族としてのオラル家の地位は後代まで存続していたことが確認される。

## オルクヌウト部系図
- ホエルン・エケ（Hö'elün Eke ＞月也倫/yuèyĕlún,اولون فوجین/ūālūn fūjīn）
- オラル・キュレゲン（Olar Küregen ＞斡剌児古咧堅/wòlàérgŭliējiān,اولار كوركان/ūlār kūrkān）
  - タイチュ・キュレゲン（Taiču Küregen ＞塔出/tǎchū,تایجو كوركان/ṭāījū kūrkān）
    - ジュジンバイ・キュレゲン（J̌uǰinbai Küregen ＞朮真伯/zhúzhēnbǎi,جوجینبای/jūjīnbāī）
      - ベクレ・キュレゲン（Bekle Küregen ＞別合剌/biéhélà）
        - タバク・キュレゲン（Tabaq Küregen ＞塔八/tǎbā）
- キンギヤダイ・キュレゲン（Kinggiyadai ＞軽吉牙歹/qīngjíyádǎi,کينقياتاي/kīnqiyātāī）
  - イェケ・イェスル（Yeke yesür ＞بوكا تیمور/yīsūr buzurg）
    - ホージャ・ノヤン（Khwaja noyan ＞خواجه نویان/khwāja nūyān）
      - トナ（Tona ＞تونا/tūnā）
        - トラト・キュレゲン（Torato Küregen ＞توراتو كوركان/tūrātū kūrkān）

      - ムラカル（Mulaqar ＞مولاقر/mūlāqar）